# Fłoryne
Fłoryne (ukr. Флорине, hist. pol. Floryna) – wieś na Ukrainie, w obwodzie winnickim, w rejonie hajsyńskim, w hromadzie Berszad. W 2001 liczyła 4571 mieszkańców, wśród których 4481 wskazało jako ojczysty język ukraiński, 63 rosyjski, 10 mołdawski, 1 bułgarski, 3 białoruski, 1 ormiański, 9 romski, a 3 inny.